# Cenred z Nortumbrii
Cenred z Nortumbrii, Coenred, Coenredo, Coinred (ur. VII wieku, zm. 718) - władca anglosaskiego królestwa Nortumbrii w latach 716-718.
Kroniki Annals of Ulster podają, że ojcem Cenreda był Cuthwine, wywodzący się z Leodwaldingów - arystokratycznego rodu nortumbryjskiego, wywodzącego swe pochodzenie od króla Idy. Po śmierci króla Osreda, ostatniego z bezpośrednich potomków Etelfryda, Cenred był prawdopodobnie najlepszym kandydatem na tron Nortumbrii. Wprawdzie brat Osreda, Osric, panował w latach 718-729, ale od tego momentu władcy Nortumbrii wywodzili się z rodu Leodwaldingów.
Nieznane są dokładne okoliczności objęcia władzy przez Cenreda. Z relacji Bedy Czcigodnego zawartej w dziele Historia ecclesiastica gentis Anglorum wynika, że Osred został zabity i władzę po nim przejął właśnie jego daleki krewny Cenred. Odnotowuje to również Kronika anglosaska. Z kolei XIV-wieczny szkocki kronikarz John z Fordun twierdzi, że Cenred był odpowiedzialny za śmierć krewniaka, jednak inne źródła tego nie potwierdzają.
Brak również informacji o panowaniu Cenreda. Jedynie Wilhelm z Malmesbury w swojej Gesta Regum Anglorum  wspomina o nim, nazywając go władcą podobnym do Osreda: młodym, energicznym, ale i rozwiązłym i okrutnym.
Fakt śmierci Cenreda w 718 roku odnotowały Annals of Ulster. Nieznane są jednak jej przyczyny. Kolejnym sukcesorem na tronie Nortumbrii został wówczas drugi z synów Aldfritha, Osric.